# Alen Hriberšek
Alen Hriberšek (23 gennaio 2005) è uno sciatore alpino sloveno.

## Biografia
Attivo dall'ottobre del 2021, Hriberšek ha esordito in Coppa Europa il 6 dicembre 2022 a Santa Caterina Valfurva in supergigante, senza completare la prova; non ha debuttato in Coppa del Mondo e non ha preso parte a rassegne olimpiche o iridate.

## Palmarès

### Campionati sloveni
- 1 medaglia:
  - 1 argento (slalom speciale nel 2022)